# Burg Westwich
Die Burg Westwich ist eine abgegangene Höhenburg einen Kilometer südwestlich der Stadt Lich im Landkreis Gießen in Hessen.
Die Burg befand sich im Bereich der 1161 bis 1436 erwähnten Wüstung „Westwich“ oberhalb der Wetter am Fuße des „Hardtberges“, südlich der heutigen Kläranlage und östlich des Hofguts Kolnhausen  in einem durch Steinbrucharbeiten veränderten Gelände und ist durch den Steinbruch nicht mehr exakt lokalisierbar, seine Koordinaten als ungefähr zu verstehen. Vermutlich sind alle Reste durch den Steinbruch zerstört.
Ihre Entstehung ist nicht überliefert, Bezüge zum Dorf Westwich lassen eine Entstehung im 12. Jahrhundert vermuten. Es wird angenommen, dass sie gleichzeitig mit den Burgen Warnsberg und Rodenscheid zum Schutz von Handelswegen und Furten an der Wetterau und zum Schutz von Lich erbaut wurden.
Die Burg der Herren von Westwich wurde erstmals 1306 indirekt mit Mengotus de Westwich als castrensis erwähnt und bereits im 14. Jahrhundert aufgegeben und verfiel. Nach 1319 wird auch das gleichnamige Dorf zur Wüstung.